# Samsung Galaxy S10
Samsung Galaxy S10 é uma linha de smartphones do tipo phablets com sistema Android fabricada por Samsung Electronics. A série Galaxy S10 é uma celebração ao 10º aniversário da linha de smartphones Galaxy S da Samsung, sua série de dispositivos top de linha ao lado dos modelos da série Galaxy Note. Apresentada durante o evento à imprensa "Samsung Galaxy Unpacked 2019" realizado no dia 20 de fevereiro de 2019, os dispositivos começaram a ser entregues em algumas regiões como a Austrália e os Estados Unidos no dia 6 de março de 2019, e depois mundialmente no dia 8 de março de 2019. É a décima geração da série de smartphones Galaxy S da Samsung.
Como foi feito desde o Galaxy S6, a Samsung apresentou o modelo Galaxy S10 e o Galaxy S10+, diferenciados principalmente pelo tamanho da tela e uma câmera frontal adicional no S10+. Além disso, a Samsung também apresentou um modelo menor conhecido como Galaxy S10e, assim como um maior, compatível com a rede 5G, o Galaxy S10 5G.
Os preços de lançamento do Galaxy S10e, S10 e S10+ começaram em 749, 899 e 999 em dólares, enquanto o preço de lançamento do S10 5G foi de 1299 dólares.

## Especificações

### Hardware
A linha S10 compreende quatro modelos com várias especificações de hardware; os lançamentos principais S10 e S10+, respectivamente, contêm telas de 6,1 e 6,4 polegadas 1440p "Dynamic AMOLED" com suporte ao HDR 10+ e a tecnologia "dynamic tone mapping". As telas têm lados curvos que se inclinam sobre as bordas horizontais do dispositivo. Diferentemente dos telefones Samsung anteriores, suas câmeras frontais ocupam um recorte arredondado próximo ao canto superior direito da tela, e ambos os modelos utilizam um leitor de impressões digitais ultrassônico embutido na tela. Embora ofereçam melhor desempenho em relação aos leitores ópticos de impressão digital na tela introduzidos em outros telefones recentes, eles não são compatíveis com todas as películas protetoras de tela. Por esse motivo, o S10 e o S10+ são enviados com uma película de plástico pré-instalada.
Os modelos internacionais do S10 utilizam o system-on-chip Exynos 9820, enquanto nos EUA, América do Sul e China os modelos utilizam o Qualcomm Snapdragon 855. Os dois dispositivos são vendidos com 128 ou 512 GB de memória interna, juntamente com 8 GB de RAM, com o S10+ também sendo vendido em um modelo de 1 terabyte com 12 GB de RAM. Eles contêm respectivamente 3400 mAh com o S10 padrão e baterias com 4100 mAh para o modelo S10+, suportando o padrão Qi de carregamento por indução, e também a possibilidade carregar outros dispositivos compatíveis com Qi a partir da força da sua própria bateria.
O S10 possui uma configuração de câmera traseira com várias lentes; mantém as lentes de abertura dupla de 12 megapixels e telefoto de 12 megapixels do Galaxy S9+, mas agora usa um módulo de câmera introduzido no Note 9 e também adiciona uma câmera ultra-wide de 16 megapixels. A câmera frontal do S10+ é acompanhada por um segundo sensor de profundidade RGB, que a Samsung afirma ajudar a melhorar a qualidade dos efeitos fotográficos e dos filtros de imagem em realidade aumentada. Ambos os conjuntos de câmeras suportam gravação de vídeo em 4K e HDR10+. O software da câmera inclui um novo recurso de sugestão de fotos" para ajudar os usuários, "filtros ao vivo artísticos", bem como a capacidade de postar diretamente em postagens e histórias do Instagram. O S10+ usa um design com furo duplo para a câmera frontal, enquanto o S10 usa um design de um furo único. O Galaxy S10e e o S10 utilizam sistemas de resfriamento "avançados", mas o mais caro Galaxy S10 Plus usa um sistema de resfriamento de câmara a vapor.
Juntamente com os lançamentos principais S10 e S10+, a Samsung também apresentou dois modelos adicionais. O S10e é uma versão reduzida do S10, com uma tela menor, plana e de 5,8 polegadas 1080p sem bordas curvas. Seu leitor de impressões digitais está contido no botão liga/desliga no lado direito, e não na tela, e exclui a câmera telefoto de 12 megapixels do S10. Ele ainda inclui os sensores de abertuta com 12 megapixels e 16 megapixels ultra-wide. Também existe um modelo maior, premium, de tamanho phablet, conhecido como S10 5G, que oferece suporte para redes sem fio 5G, uma tela de 6,7 polegadas, 256 ou 512 GB de armazenamento não expansível, câmeras ToF 3D adicionais na parte frontal e traseira, e uma bateria de 4.500 mAh. Este modelo foi temporariamente exclusivo da Verizon Wireless no lançamento em 2019 antes de expandir para outras operadoras nas semanas após o início das vendas.

### Software
A linha S10 é entregue com o Android 9.0 "Pie". Esses são os primeiros dispositivos da Samsung a serem enviados com a grande atualização da interface de usuário da Samsung no Android, a One UI. Um importante elemento de design da One YI é o reposicionamento intencional dos elementos essenciais da interface do usuário em aplicativos padrão para melhorar a usabilidade em telas grandes. Muitos aplicativos incluem grandes cabeçalhos que empurram o início do conteúdo para o centro do display, enquanto os controles de navegação e outras telas são mostradas frequentemente próximas à base do display.
A Samsung lançou a atualização Android 12 para a família do Galaxy S10 em 29 de dezembro de 2021.

## Galeria

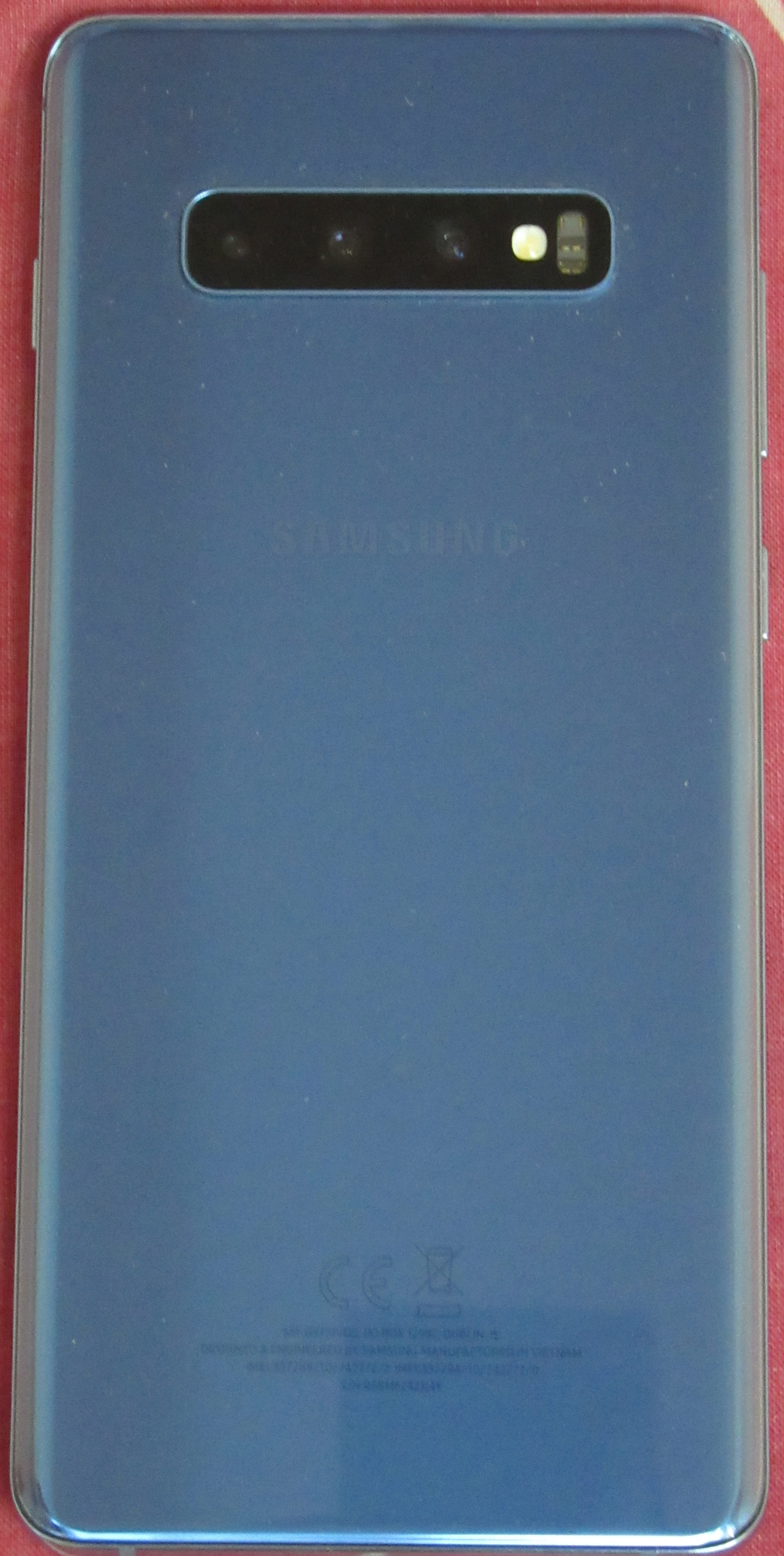
Traseira de um S10+ azul
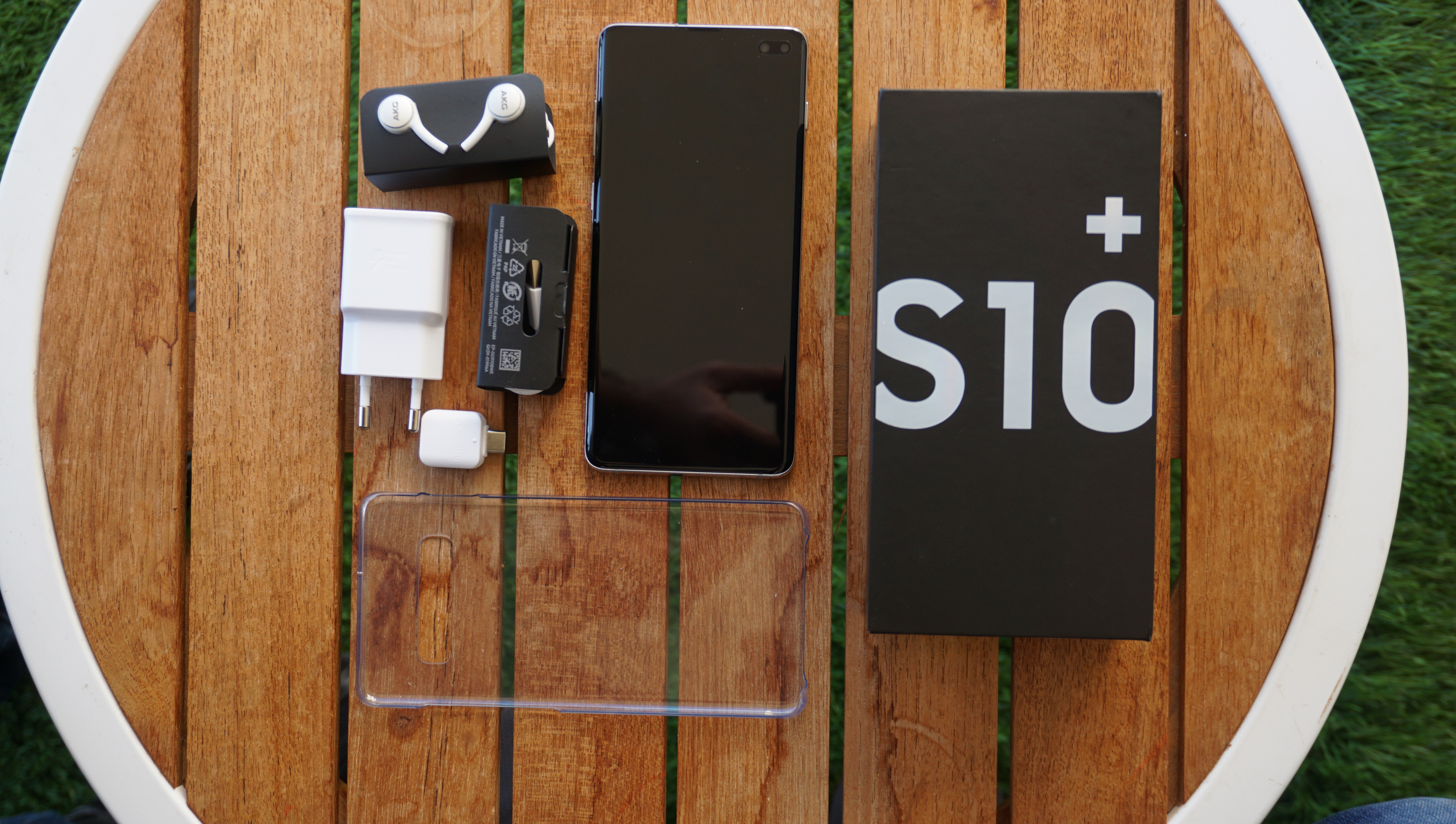
Embalagem do S10+